# 볼링장 전투
볼링장 전투(1950년 8월 21일)에서 유엔군사령부(UN) 병력은 6.25 전쟁 초기에 대한민국 대구광역시 인근에서 북한군을 격파했다. 이 전투는 대구 북쪽의 "볼링장"이라 불리는 좁은 계곡에서 벌어졌다. 이 전투는 조선인민군(KPA) 제13사단과 대한민국 육군(ROK) 제1사단이 도시 북쪽 언덕에 있는 마지막 방어선에서 일주일간 전투를 벌인 후 발생했다. 미국 육군 제27보병연대와 제23보병연대를 포함한 증원군이 대한민국 국군의 방어력을 강화하기 위해 투입되었다. 이 전투와 다른 몇몇 전투는 낙동강 방어선 전투의 작은 교전들이었다.
일주일 동안 조선인민군 사단들은 가지고 있는 모든 병력을 동원하여 대한민국과 미군 전선에 대규모 공격을 감행했다. 그들의 공격은 주로 야간에 이루어졌고, 기갑 및 포병의 지원을 받으며 보병과 전차가 밀접하게 지원하며 진격했다. 각 조선인민군 공격은 잘 구축된 유엔군 방어선에 부딪혔고, 미군 전차, 지뢰, 참호에 박힌 보병들이 그들을 저지하기 위해 배치되어 있었다. 미군 항공기의 공습은 공격하는 조선인민군을 초토화시켰다. 전투는 양측 모두 많은 사상자를 내며 치열하게 벌어졌는데, 특히 조선인민군과 대한민국 국군이 맞붙은 곳에서 그러했다. 반복된 공격은 결국 대한민국 국군을 무너뜨리고 후퇴시켰다. 조선인민군은 인천 상륙 작전에서 측면 공격을 당할 때까지 낙동강 방어선에 대한 공격을 계속했다.

## 배경

### 전쟁 발발

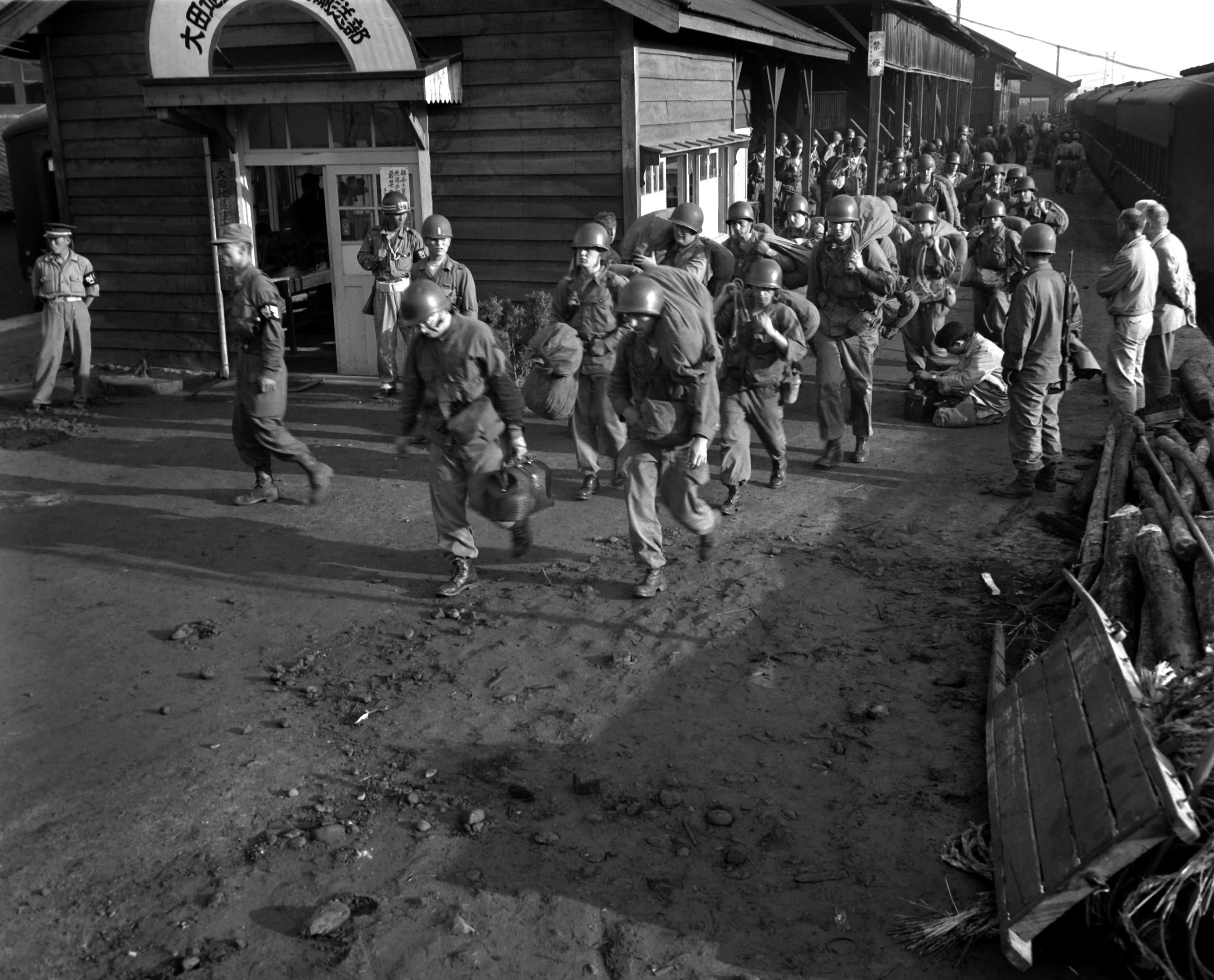
스미스 부대가 대한민국에 도착한다.

1950년 6월 25일 북한의 남한 침공 이후 유엔은 남한 방어를 위해 무력을 사용하기로 결정했다. 미국은 동시에 한반도에 지상군을 투입하여 북한의 침공을 격퇴하고 남한이 붕괴하는 것을 막는 것을 목표로 삼았다. 그러나 제2차 세계 대전이 끝난 지 5년 후부터 극동의 미군 병력은 꾸준히 감소하고 있었고, 당시 가장 가까운 병력은 일본에 본부를 둔 제24보병사단이었다. 이 사단은 병력이 부족했고, 대부분의 장비는 국방비 삭감으로 인해 노후화되어 있었다. 그럼에도 불구하고 제24사단은 남한으로 파견 명령을 받았다.
제24보병사단은 북한군의 초기 진격을 "충격"으로 막아내고, 훨씬 더 큰 북한군 부대의 진격을 지연시켜 증원군이 도착할 시간을 벌기 위한 임무를 띠고 한국에 파견된 최초의 미군 부대였다. 이 사단은 제1기병사단, 제7보병사단, 제25보병사단 및 미국 8군 지원 부대가 도착하는 동안 몇 주 동안 싸웠다. 제24사단의 선발대는 7월 5일 미군과 북한군 간의 첫 교전인 오산 전투에서 크게 패배했다. 오산에서의 패배 이후 첫 한 달 동안 제24보병사단은 우월한 북한군의 수와 장비에 의해 반복적으로 패배하고 남쪽으로 밀려났다. 이 사단의 연대들은 조치원, 천안, 평택 주변의 교전에서 체계적으로 남쪽으로 밀려났다. 제24사단은 결국 대전 전투에서 전멸했지만, 7월 20일까지 북한군을 지연시킬 수 있었다. 그 무렵 미 8군의 전투 병력은 이 지역을 공격하는 북한군 병력과 거의 비슷했고, 매일 새로운 유엔군 부대가 도착하고 있었다.

### 북한군의 진격

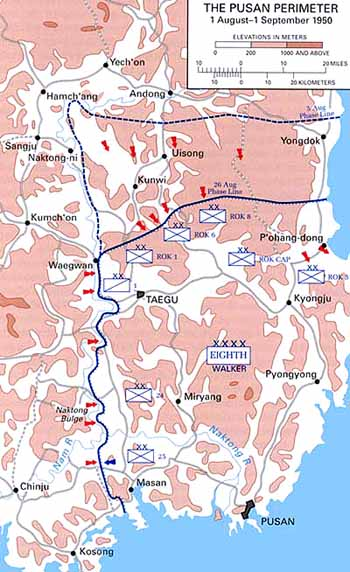
1950년 8월 낙동강 방어선의 전술 지도. 포항동에서의 전투는 낙동강 방어선의 북동부 전선에서 북한군과 남한군 사이에 발생했다.

대전 전투 이후, 유엔군은 남부 지역에서 일련의 교전을 통해 북한군의 진격을 마침내 저지하기 전까지 반복적으로 밀려났다. 새로 한국에 도착한 제29보병연대 제3대대 병력은 7월 27일 하동에서 북한군의 협동 매복 공격으로 전멸하여 서쪽에서 부산 지역으로 가는 길을 열었다. 곧이어 북한군은 하동 동쪽에 있는 진주를 점령하여 미군 제19보병연대를 격퇴하고 부산으로 가는 길을 북한군의 직접 공격에 노출시켰다. 유엔군 부대는 이후 8월 2일 노치 전투에서 조선인민군을 격파하여 서쪽에서의 진격을 저지할 수 있었다. 손실이 계속 증가하자 조선인민군 병력은 재정비하고 증원군을 받기 위해 며칠 동안 후퇴했다. 이는 양측 모두에게 낙동강 방어선 공격을 준비할 휴식 시간을 주었다.

### 대구
한편, 미 8군 사령관 월턴 워커 중장은 대구를 본부로 삼았다. 낙동강 방어선 중앙에 위치한 대구는 낙동강 계곡 입구에 위치해 있었는데, 이곳은 북한군이 대규모로 밀접하게 지원하며 진격할 수 있는 지역이었다. 남쪽의 낙동강과 북쪽의 산악 지형이 제공하는 자연 장벽은 대구를 중심으로 합쳐졌으며, 대구는 부산 자체 외에 유엔군이 장악하고 있는 마지막 주요 남한 도시이자 교통의 요지였다. 남쪽에서 북쪽으로, 대구는 미군 제1기병사단, 대한민국 육군 제1사단, 그리고 대한민국 제2군단의 지휘를 받는 제6사단에 의해 방어되었다. 제1기병사단은 남쪽 낙동강을 따라 긴 전선에 분산되어 있었으며, 제5기병연대와 제8기병연대는 왜관 남쪽 강을 따라 24,000 m의 방어선을 서쪽을 향해 유지했다. 제7기병연대는 동쪽에 예비대로 배치되어 포병 부대와 함께 북한군의 도하 시도를 강화할 준비를 하고 있었다. 대한민국 육군 제1사단은 대구 바로 북쪽 산악 지대에 북서쪽을 향한 방어선을 유지했으며, 대한민국 육군 제6사단은 동쪽에 배치되어 낙동강 방어선 지역으로 이어지는 군위 도로를 지나는 좁은 계곡을 방어했다.
대구에는 5개 조선인민군 사단이 유엔군에 맞서 집결했다. 남쪽에서 북쪽으로, 제10사단, 제3사단, 제15사단, 제13사단, 그리고 제1북한사단이 득성동에서 왜관을 거쳐 군위까지 대구를 에워싸는 넓은 전선을 차지했다. 조선인민군은 상주에서 대구까지 낙동강 계곡의 자연 통로를 다음 남진 공격의 주축으로 삼을 계획이었으므로, 조선인민군 사단들은 모두 결국 이 계곡을 통과하여 낮은 지대를 따라 다른 지역에서 낙동강을 건넜다. 조선인민군 제105기갑사단의 일부 부대도 공격을 지원했다.

## 전투 서곡

### 미군 및 대한민국 국군 집결
8월 중순, 미군 제27보병연대는 낙동강 돌출부 남부 지역에서 북한군의 저항을 소탕하며 북한군의 공격에 맞서고 있었다. 임시로 미 제24보병사단에 배속되었던 이 연대는 대구 북쪽에 새로운 북한군의 위협이 형성되면서 워커 사령관을 불안하게 만들자 미 8군에 의해 다시 소집되었다. 이 위협에 대처하기 위해 워커 사령관은 8월 14일 제24보병사단에서 이 연대를 해제하고 다음 날 북쪽 경산으로 예비대로 이동하라고 명령했다. 8월 16일 경산에 도착한 제27보병연대장 존 H. 마이켈리스 대령은 경산 동쪽, 북쪽, 북서쪽, 서쪽의 경로를 정찰하고 이 방향에서 오는 북한군의 공격에 맞서라는 명령을 받았다. 그날 낮, 북한군 T-34 전차 두 대가 대구 북쪽 12 mi 지점의 다부동에 있는 대한민국 육군 제1사단 방어선을 통과했지만, 대한민국 육군 3.5인치 바주카 팀이 두 대 모두를 격파했다. 이 지역에 있던 대한민국 육군 제1사단은 도로 주변의 언덕에 집결하여 증원군을 기다리거나, 필요하다면 북한군이 대구에 더 가까이 다가오는 것을 막기 위해 결사 항전을 벌이도록 명령받았다. 동쪽에는 대한민국 육군 제6사단이 있었고 서쪽에는 낙동강이 있었다.

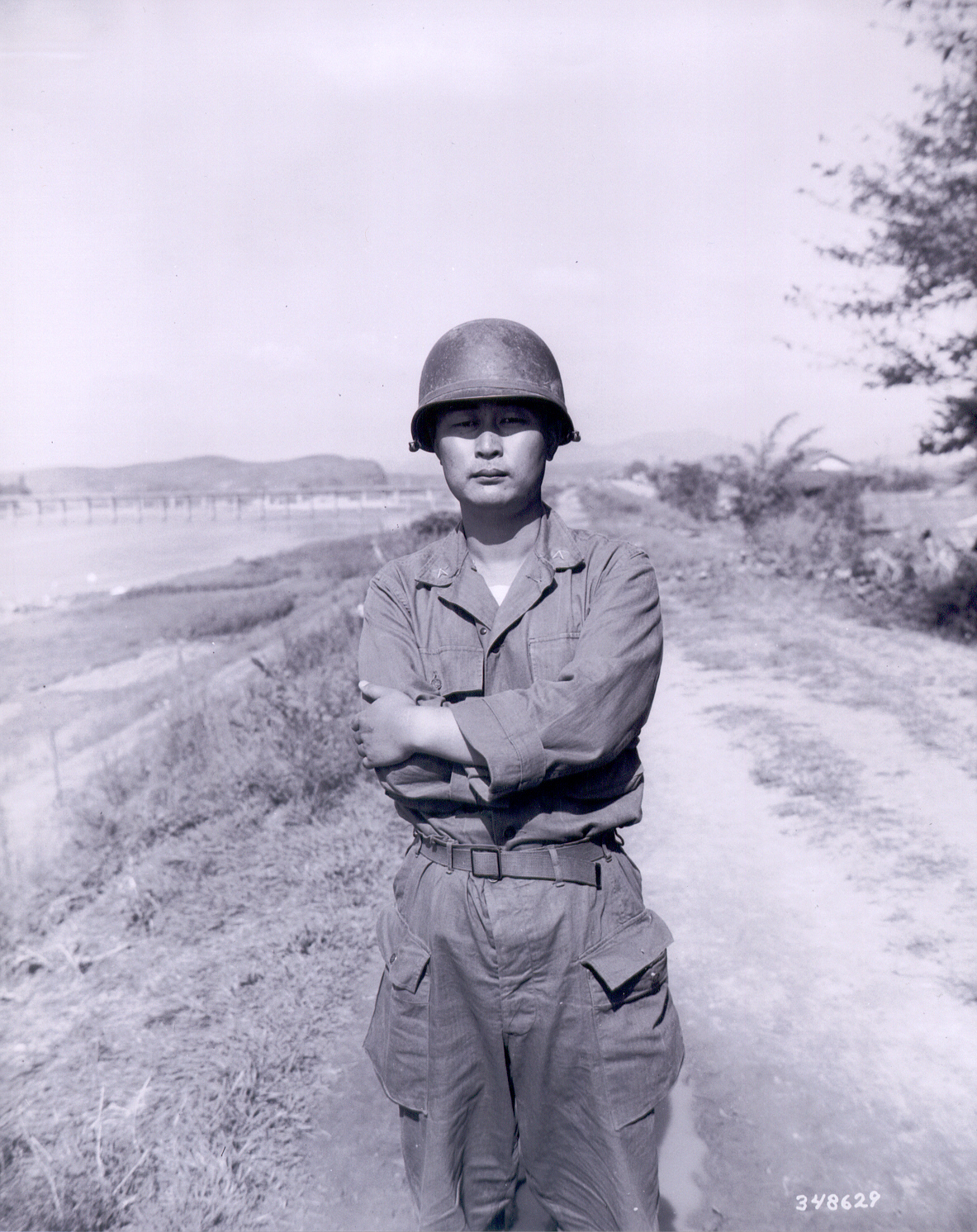
대한민국 국군 백선엽 준장.

다음 날인 8월 17일 정오, 미 8군은 제27보병연대에 본부와 증원 대대를 다부동에서 상주로 이어지는 도로상 대구 북쪽 3 mi 지점의 금호강 건너편으로 "지체 없이" 이동하여 그 방향에서 오는 "적의 침투로부터 대구를 방어하라"고 명령했다. 남한 소식통은 T-34 전차 6대가 이끄는 북한군 연대가 다부동 북쪽 2 mi 지점의 금화 마을에 진입했다고 보고했다. 제27보병연대 제1대대, 중박격포 중대 소대, 그리고 제8야전포병대대 대부분이 북쪽 칠곡으로 이동하여 대한민국 육군 제1사단 사령부가 위치한 곳에 자리 잡았다. 밤이 되자 제27연대 전체가 대구 북쪽 다부동 도로에 집결했고, 제73전차대대 C중대의 지원을 받았다. 미군 지휘관들은 또한 며칠 동안 격렬한 전투가 진행 중이던 경주와 포항동 주변 지역에서 제37야전포병대대를 이동시켜 대구 북쪽의 미 제27보병연대에 배속시켜 제8야전포병대대를 보강하도록 명령했다. 이 부대는 다음 날 그곳에 도착했다. 전선에서 대한민국 육군 제1사단장 백선엽 준장은 마이켈리스의 불만에도 불구하고 제27보병연대와 다른 미군 부대의 지휘권을 인수했다.

### 북한군 집결
낙동강 방어선 전투에서 북한군 제13사단은 9,500명의 병력으로 대한민국 국군을 다부동 통로로 밀어 넣고 대구로 진격하기 시작했다. 이 사단은 8월 17일 통로를 돌파하기 전 일주일 동안 유학산 지역에서 대한민국 육군 제11연대 및 제12연대와 싸웠다. 이 사단의 한 연대장은 나중에 이 과정에서 1,500명의 사상자가 발생했다고 말했다. 8월 18일, 제13사단은 주로 다부동 바로 북쪽 도로 서쪽에 집중되어 있었다.
북한군 제13사단 서쪽에는 5,000명의 병력을 가진 북한군 제15사단이 유학산에 배치되어 있었다. 이 사단도 대한민국 육군 제1사단과 교전을 시작했지만, 지금까지는 소규모 교전에 불과했다. 북한군 최고 사령부는 북한군 제15사단에 다부동 북서쪽 위치에서 동쪽으로 영천 전선으로 이동하도록 명령했는데, 그곳에서 북한군 제8사단이 대구 측면 통로로 진격하려다 실패한 적이 있었다. 북한군 제15사단은 8월 20일 유학산 지역을 떠났다. 한편, 제13사단 동쪽에 있던 북한군 제1사단은 대구 북쪽 25 mi 지점의 군위 지역으로 진격했다. 북한군 사령부는 이 사단에 다부동 지역으로 진격하여 다부동 통로를 따라 대구를 공격하기 위해 제13사단 측면에 배치하도록 명령했다. 동시에 북한군은 낙동강 방어선 전투 중 유일하게 상당한 전차 증원군을 받았다. 8월 15일, 북한군 제105기갑사단은 새로운 T-34 전차 21대와 200명의 병력 교체 인원을 받았고, 이를 대구를 공격하는 사단들에 배분했다. 북한군 제13사단과 함께 있던 전차 연대는 T-34 전차 14대를 보유하고 있었다고 한다.
8월 18일, 북한군 제13사단은 다부동 바로 위 상주-대구 도로를 따라 대구에서 불과 13 mi 떨어진 지점에 있었다. 미 8군은 제27보병연대에 위협에 대처하기 위해 도로를 따라 북쪽으로 공격하라고 명령했다. 동시에 대한민국 육군 제1사단의 두 연대는 도로 양쪽의 고지대를 따라 공격하기로 했다. 이 계획은 다부동 북쪽 4 mi 지점의 석적이라는 마을 근처에서 대한민국 육군 제1사단의 방어선을 복원하기 위한 제한적인 목표 공격을 요구했다. 제73전차대대 C중대의 M26 퍼싱 전차와 제37야전포병대대 두 개 포대가 공격에서 제27보병연대를 지원하기로 했다.

### 지형
제27보병연대 진지 전방에는 포플러가 늘어선 대구-상주 도로가 좁은 산골짜기를 따라 북쪽으로 이어졌다. 서쪽의 개울은 도로와 거의 평행하게 흐르며, 도로는 제27보병연대 진지를 통과하여 북쪽으로 상당한 거리까지 거의 남북 방향으로 곧게 뻗어 있었다. 이 도로 구간은 나중에 "볼링장"으로 알려지게 되었다. 제27보병연대 진지 전방 약 1 mi 지점에서 도로는 천평동이라는 작은 마을에서 갈라졌다. 서쪽 갈래는 주요 상주 도로였고, 동쪽 갈래는 군위로 가는 도로였다. 도로 갈림길에서 상주 도로는 북서쪽으로 길게 구부러진다. 신주막 마을은 이 구부러진 길에 갈림길에서 조금 떨어진 북쪽에 위치해 있었다. 언덕은 제27보병연대 진지에서 직접적인 포격으로부터 이 마을을 보호했다. 북한군 전차들은 낮 동안 이곳에 숨어 있었다.
계곡 서쪽에서는 유학산 산맥이 2,700 ft 높이로 솟아 있었다. 동쪽에서는 비슷한 산맥이 2,400 ft 높이로 솟아 있었고, 남쪽으로 2.5 mi 떨어진 곳에 산정상이 성벽으로 둘러싸인 2,900 ft 이상의 가산이라는 산에서 절정을 이루었다. 북동쪽과 북서쪽에서 오는 군위 및 상주 도로는 천평동에서 유학산과 가산 사이의 자연적이고 쉬운 통로로 들어서 대구 분지로 이어졌다. 볼링장 전투는 이 도로 교차점 남쪽에서 발생했다.

## 전투

### 8월 21일 공격
그날 저녁, 제27보병연대는 계곡에 있는 진지 전방 250 ft와 150 ft 지점에 도로와 개울가를 가로질러 두 줄의 대인 지뢰와 조명 지뢰를 설치했다. 해 질 녘 이후, 북한군은 자정 직전까지 제27보병연대 진지 주변 지역에 포격을 가하기 시작했다. 대한민국 국군은 공격을 개시할 계획이었지만, 북한군이 먼저 공격할 것이 분명해졌다. 그 후 북한군 제13사단은 계곡 안팎의 전체 유엔군 전선에 대한 대규모 공격을 시작했다. 미군 전차 9대가 계곡의 보병 부대를 지원했다. 도로 좌측에 있는 C중대는 고지대에 위치하고 다른 모든 미군 부대보다 앞에 배치되어 있었기 때문에 일반적으로 다가오는 공격을 가장 먼저 감지했다. 그날 저녁 C중대장은 연대 본부에 전차 소리가 들린다고 전화했다. 포병대가 조명탄을 발사하자 그는 도로상의 공격 대열에 북한군 차량 19대를 셀 수 있었다. 전차와 자주포는 미군 진지에 접근하며 맹렬히 사격했다. 대부분의 포탄은 후방 지역에 떨어졌다. 북한 보병은 도로 양쪽으로 전진했다. 동시에 다른 북한군 부대들은 계곡을 감싸는 고지대의 대한민국 국군을 공격했다.
미군 포병과 박격포 사격은 북한군을 포격하여 전차와 보병을 분리시키려 했다. 미군 기관총 사격은 북한 보병이 지뢰밭에 들어와 근접 사정거리에 들어선 후에야 시작되었다. 최전선의 미군 M26 전차들은 북한군 전차가 매우 가까이 올 때까지 사격을 보류했다. 미군 전차 중 한 대가 선두 북한군 전차를 격파했고, F중대의 바주카 팀은 견인포(세 번째 차량)를 격파했다. 고립된 두 번째 전차는 바주카 사격으로 무력화되어 승무원들에게 버려졌다. 이 전투 중에 이 전투는 그 이름을 얻었다. 전투에 참여했던 미군 병사들은 어둠 속에서 계곡을 오르내리며 발사되는 전차 포탄이 "볼링 공처럼" 보였다고 말했다.
포병과 90 mm 전차 포탄은 북한군 T-34 7대, SU-76 견인포 3대, 그리고 여러 대의 트럭과 병력 수송차량을 파괴했다. 때로는 매우 격렬했던 이 야간 전투는 약 5시간 동안 지속되었다. 미군 제8야전포병대대 B포대만 해도 1,661발의 105 mm 포탄을 발사했고, 4.2인치 박격포 소대는 902발, 81 mm 박격포 소대는 1,200발, 제27보병연대 F중대는 385발의 60 mm 박격포탄을 발사했다. 북한군 대열은 완전히 파괴되었다. 날이 밝은 후 미군 정찰대는 북한군이 이 전투에서 1,300명의 사상자를 입었다고 추정했다. 정찰대가 포로로 잡은 11명은 이 작전으로 그들의 부대가 궤멸되었고, 사단 병력이 25%밖에 되지 않는다고 말했다.

## 전투의 결과
8월 18일부터 25일까지 확인된 북한군의 손실은 T-34 전차 13대, SU-76 자주포 6대, 트럭 23대였다. 북한군 제13사단 병력은 전투 중 심각한 사상자를 입었으며, 사망, 부상, 포로를 포함하여 약 3,000명의 손실을 입었다. 이 사단은 재편성을 위해 후퇴했다. 북한군의 8월 12일부터 25일까지 총 사상자는 5,690명이었다.
미군의 손실은 전투 중 매우 경미했다. 이는 다른 유엔군 공세 부대가 북한군을 상대로 유사한 공세를 펼칠 때 큰 대가를 치렀던 시기임에도 불구하고 이례적인 일이었다. 미군 보병 부대는 제27보병연대에서 전사 5명, 부상 54명, 제23보병연대에서 전사 3명, 부상 16명으로 총 미군 사상자는 전사 8명, 부상 70명이었다. 대한민국 국군은 전투 중 훨씬 더 큰 손실을 입었다. 전투에서 약 2,300명의 군인이 사망한 것으로 추정되며, 이 중 2,244명은 사병, 56명은 장교였다. 그러나 이러한 손실은 치명적이지 않았는데, 주변 지역에서 자원병들이 대한민국 국군을 위해 싸우기 위해 쏟아져 들어왔기 때문이다.

### 인용문
1. ↑  Varhola 2000, 3쪽
2. 1 2  Alexander 2003, 52쪽
3. ↑  Catchpole 2001, 15쪽
4. 1 2  Varhola 2000, 4쪽
5. ↑  Alexander 2003, 90쪽
6. ↑  Alexander 2003, 105쪽
7. ↑  Fehrenbach 2001, 103쪽
8. ↑  Appleman 1998, 221쪽
9. ↑  Alexander 2003, 114쪽
10. ↑  Catchpole 2001, 24쪽
11. ↑  Catchpole 2001, 25쪽
12. ↑  Appleman 1998, 247쪽
13. ↑  Fehrenbach 2001, 135쪽
14. ↑  Appleman 1998, 335쪽
15. 1 2  Appleman 1998, 337쪽
16. ↑  Appleman 1998, 253쪽
17. ↑  Appleman 1998, 254쪽
18. ↑  Leckie 1996, 112쪽
19. ↑  Appleman 1998, 336쪽
20. ↑  Catchpole 2001, 31쪽
21. 1 2 3  Appleman 1998, 353쪽
22. ↑  Millett 2010, 220쪽
23. 1 2 3 4 5  Millett 2000, 464쪽
24. 1 2 3 4  Appleman 1998, 354쪽
25. 1 2 3 4  Millett 2010, 221쪽
26. 1 2  Appleman 1998, 255쪽
27. ↑  Paik 1992, 36쪽
28. ↑  Paik 1992, 34쪽
29. ↑  Millett 2000, 466쪽
30. ↑  Appleman 1998, 355쪽
31. 1 2 3  Appleman 1998, 356쪽
32. 1 2 3 4 5  Appleman 1998, 359쪽
33. ↑  Paik 1992, 43쪽
34. 1 2 3 4  Millett 2000, 467쪽
35. ↑  Paik 1992, 42쪽
36. ↑  Alexander 2003, 146쪽
37. ↑  Appleman 1998, 362쪽
38. 1 2  Paik 1992, 45쪽
39. ↑  Ecker 2004, 29쪽
40. ↑  Ecker 2004, 30쪽
41. ↑  Paik 1992, 46쪽